# 210939 Bödök
(210939) Bödök, denumire internațională (210939) Bodok, este un asteroid din centura principală de asteroizi.

## Descriere
210939 Bödök este un asteroid din centura principală de asteroizi. A fost descoperit pe 10 octombrie 2001 la Observatorul Palomar în cadrul programului NEAT. Asteroidul prezintă o orbită caracterizată de o semiaxă mare de 3,18 ua, o excentricitate de 0,19 și o înclinație de 6,4° în raport cu ecliptica.